# Estación de Can Boixeres
Can Boixeres es una estación de la línea 5 del Metro de Barcelona situada en superficie, entre la calle Estronci y el camino de Can Boixeres en Hospitalet de Llobregat. 
Junto a esta estación está una de las dos cocheras de la línea 5.
| << cabecera     | < estación    | línea | estación >  | cabecera >>   |
| --------------- | ------------- | ----- | ----------- | ------------- |
| Metro           |               |       |             |               |
| Cornellá Centre | Sant Ildefons |       | Can Vidalet | Vall d'Hebron |

## Historia
Con el nombre Buxeras, la estación entró en servicio el 23 de noviembre de 1976, con la prolongación de la entonces Línea V desde Pubilla Casas (actual Pubilla Cases) hasta San Ildefonso (actual Sant Ildefons). El acto inaugural estuvo presidido ministro de Obras Públicas, Leopoldo Calvo-Sotelo, el gobernador civil de la provincia, Salvador Sánchez-Terán y el alcalde de Barcelona, Joaquín Viola, entre otras autoridades.
En 1982 la estación cambió su nombre por Can Boixeres, al tiempo que la Línea V adoptó la numeración arábiga y pasó a llamarse Línea 5.